# Larry O'Bannon
Larry O'Bannon (Louisville, 15 agosto 1983) è un ex cestista statunitense.
Giocava nel ruolo di guardia. O'Bannon si mise in mostra fin dai tempi del college con i Louisville Cardinals, grazie alle due doti di realizzazione.

## Carriera
Nel 2005 i Cardinals giunsero alla Final Four dei campionati NCAA e O'Bannon vinse il titolo di MVP regionale. Dopo il college, O'Bannon si trasferisce alla Stella Rossa Belgrado, chiudendo al secondo posto in campionato e perdendo la finale per il titolo.
Nella stagione 2006-07 viene ingaggiato dalla Snaidero Udine, ma a stagione in corso passa alla Eldo Napoli, con cui disputa 16 incontri.
Continua la carriera in Grecia, Bulgaria, Israele. Nel 2011-12 ha militato in Argentina nel Boca Juniors.

## Palmarès
- Coppa di Serbia e Montenegro: 1

Stella Rossa Belgrado: 2006
- Coppa di Bulgaria: 1

Akademik Sofia: 2008